# Quéntar

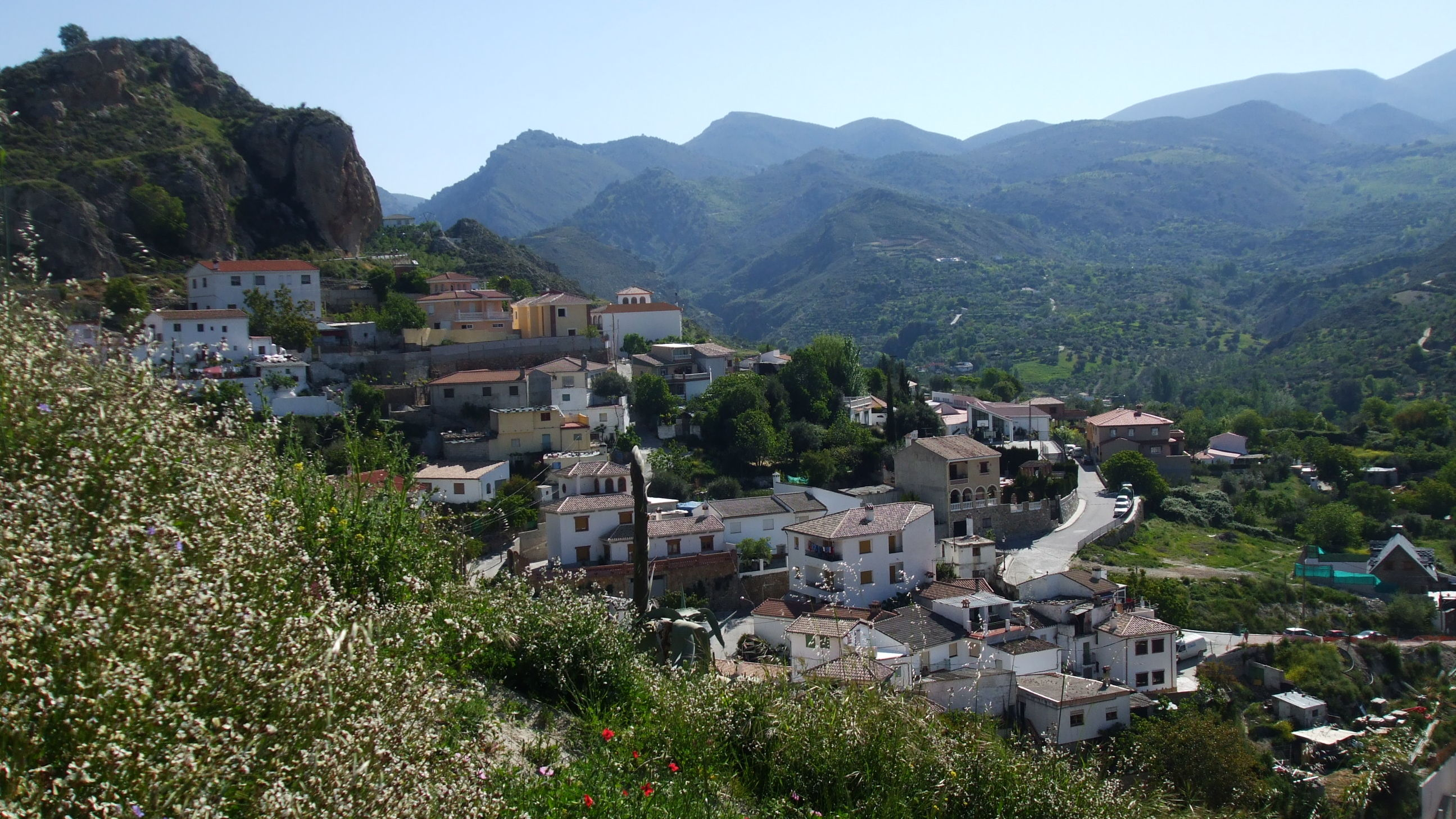
Quéntar

Quéntar é um município da Espanha na província de Granada, comunidade autónoma da Andaluzia, de área  km² com população de 916 habitantes (2018) e densidade populacional de 15,98 hab/km².

## Demografia
| Variação demográfica do município entre 1991 e 2004 | Variação demográfica do município entre 1991 e 2004 | Variação demográfica do município entre 1991 e 2004 | Variação demográfica do município entre 1991 e 2004 |
| --------------------------------------------------- | --------------------------------------------------- | --------------------------------------------------- | --------------------------------------------------- |
| 1991                                                | 1996                                                | 2001                                                | 2004                                                |
| 1 060                                               | 1 134                                               | 1 125                                               | 1 062                                               |